# ميرا برادويل
ميرا كولبي برادويل (بالإنجليزية: Myra Colby Bradwell) (12 فبراير عام 1831 - 14 فبراير عام 1894) ناشرة وناشطة سياسية أمريكية. في عام 1869، حاولت أن تكون أول امرأة يتم قبولها في نقابة المحامين في إلينوي لممارسة القانون، لكن تم رفضها من قِبَل المحكمة العليا في إلينوي في عام 1870 والمحكمة العليا للولايات المتحدة في عام 1873 ضمن أحكام تدعم مجال نسائي منفصل. أسست برادويل صحيفة شيكاغو ليغال نيوز في عام 1868 وقدمت من خلالها تقاريرًا عن القانون واستمرت بالعمل في هذا المجال. في هذه الأثناء، بعد تأثرها بقضيتها، في عام 1872، أقر المجلس التشريعي في ولاية إلينوي قانونًا يحظر التمييز بين الجنسين في القبول في أي منصب أو مهنة (باستثناء الجيش).
قبل وقت قصير من وفاتها في عام 1894، في لفتة لتكريمها، منحت المحكمة العليا في إلينوي قبول برادويل في نقابة المحامين في إلينوي في عام 1890، ثم حذت المحكمة العليا للولايات المتحدة حذوها بعد ذلك بعامين. في عام 1994، تم وضع اسم ميرا برادويل في قاعة الشهرة الوطنية للمرأة.

## نشأتها وعائلتها
ولدت مايرا كولبي في 12 فبراير 1831 في مانشستر، فيرمونت، لوالديها إيبن كولبي وأبيغيل ويلي. عاشت مع عائلتها في فيرمونت ووسترن نيويورك خلال طفولتها. عندما بلغت من العمر 12 عامًا، انتقلت العائلة إلى شاومبورغ، إلينوي. درست في مدرسة كينوشا، والتحقت بعدها بمعهد إلجين النسائي في إلينوي.
في عام 1852، تزوجت مايرا كولبي بجيمس برادويل. بعد عامين، انتقل الزوجان إلى ممفيس، تينيسي. كان جيمس برادويل مديرًا لمدرسة خاصة، حيث أصبحت مايرا برادويل أيضًا معلمة فيها. أكملت تعليمها الرسمي بحلول سن 24 وتعلمت ممارسة مهنة المحاماة بنفسها. أصبحت معلمة مدرسة بعد تخرجها.
في عام 1855، انتقل الزوجان إلى شيكاغو، حيث حصل جيمس برادويل على قبول الانضمام إلى نقابة محامي شيكاغو. أصبح محاميًا ناجحًا وقاضيًا. في عام 1873، انتُخب عضوًا في الجمعية العامة. أنجب الزوجان أربعة أطفال: جيمس ومايرا وتوماس وبيسي برادويل. توفي جيمس ومايرا في عمر مبكر.

## المهنة
بعد سنوات قليلة من زواجها من جيمس برادويل، بدأت ميرا برادويل تدريبها الرسمي في القانون بعد أن تم قبول زوجها في نقابة المحامين في إلينوي. عملت كمتدربة في مكتب زوجها وساعدته في البحث القانوني والكتابة. ظهرت التعقيدات بسبب قوانين التغطية التي تحظر على النساء المتزوجات حيازة الممتلكات، في حين كانت القدرة على الاحتفاظ بالممتلكات ضرورية لتصبح كاتب عدل.
جمعت ميرا برادويل الأموال لمساعدة الجنود الجرحى خلال الحرب الأهلية الأمريكية. كانت أيضًا عضوًا في لجنة الصحة الشمالية الغربية.
في عام 1868، أسست برادويل صحيفة شيكاغو ليغال نيوز. بمساعدة زوجها القانونية، أقنعت الهيئة التشريعية في إلينوي بتمرير قانون حتى تتمكن من العمل كمحرر ومدير أعمال لشركة شيكاغو ليغال نيوز (إذ كان لديها منشورات أخرى وكانت تنتج الأدوات المكتبية والأوراق القانونية). على الرغم من الدمار الذي لحق بمكاتب الصحيفة في حريق شيكاغو العظيم عام 1871، إلا أنها استمرت في النشر. نشرت الصحيفة على نطاق واسع ورقة معلومات حول آراء المحاكم والقوانين وأوامر المحاكم، وكانت مختصة أيضًا بفضح الفساد من خلال المكراكرز. وانتقد مراسلوها الفساد داخل نقابة المحامين والقضاء المحليين وحثوا على تنظيم السكك الحديدية. صممت برادويل أيضًا على تحسين وضع المرأة في المجتمع، لذلك تضمنت الورقة عمودًا بعنوان «القانون المتعلق بالمرأة».
لدعم حق المرأة في الاقتراع والجهود المبذولة للحصول على عمل، ساعدت ميرا برادويل في كتابة قانون ممتلكات المرأة المتزوجة في إلينوي لعام 1861. بالتعاون مع ألتا إم. هوليت، كتبت قانون الأرباح لعام 1869؛ إذ يسمح كلا القانونين للمرأة المتزوجة بالتحكم في دخلها وممتلكاتها. في أغسطس عام 1869، قام قاض فيدرالي من محكمة الاستئناف بالدائرة السابعة برفقة محامي الولاية بفحص القدرة القانونية لبرادويل، وأعلن كلاهما بأنها مؤهلة، لذا اقترحا أن تصدر المحكمة العليا لولاية إلينوي ترخيصًا قانونيًا لها. لكن تم رفض طلبه على أساس أنها، بصفتها امرأة متزوجة، لا يمكنها إبرام أي عقود قانونية، مثلما يفعل باقي المحامين. في 5 فبراير عام 1870، رفضت محكمة إلينوي العليا مرة أخرى طلب ترخيصها القانوني على أساس الجنس. صرح رئيس القضاة تشارلز بي. لورانس أن «الله قد خلق الجنسين لشغل مجالات عمل مختلفة».
استأنفت برادويل أمام المحكمة العليا للولايات المتحدة مدعيةً أن رفض قبولها في نقابة المحامين على أساس الجنس ينتهك حقوقها الدستورية بموجب التعديل الرابع عشر («لا يجوز لأي دولة سن أو إنفاذ أي قانون يخالف امتيازات أو حصانات مواطني الولايات المتحدة؛ ولا يجوز لأي دولة أن تحرم أي شخص من حياته أو حريته أو ممتلكاته دون مراعاة الأصول القانونية؛ ولا تحرم أي شخص يخضع لولايتها القضائية من الحماية المتساوية للقوانين...»). على الرغم من جهود السيناتور ماثيو هيل كاربنتر، الذي جادل نيابةً عنها، صوتت المحكمة بأغلبية 8 مقابل 1 بأن بند الامتيازات والحصانات في التعديل الرابع عشر لا يشمل الحق في ممارسة مهنة. كتب القاضي جوزيف برادلي: «من الواضح أن الخجل والرقة الطبيعيين لدى الجنس الأنثوي لا يتناسب مع العديد من مهن الحياة المدنية... فالمصير الأسمى للمرأة ورسالتها يتمثلان في الوفاء بالمكاتب النبيلة والحميدة للزوجة والأم. فهذا هو قانون الخالق».
أقرت المحكمة أربعة بنود:
1. لن يُسمح للنساء بممارسة القانون.
2. في حال تم ذلك، ستُفتح أبواب كثيرة للعديد من النساء الراغبات باتباع خطى برادويل.
3. لن تكون الحالات القاسية مناسبة للمرأة للتعامل معها.
4. شعرت الدولة بالقلق حيال تأثير المرأة على المكتب الإداري.

وهكذا في عام 1873، رفضت المحكمة العليا أيضًا قبولها في مهنة المحاماة على أساس الجنس. في نفس العام، رفض حاكم إلينوي تعيينها ككاتبة عدل.
في هذه الأثناء في عام 1872، متأثرةً بقضيتها، أقر المجلس التشريعي في إلينوي قانونًا جديدًا ينص على أنه «لا يجوز حرمان أي شخص أو منعه من أي منصب أو مهنة أو وظيفة (باستثناء الجيش) على أساس الجنس»، ثم في عام 1875، صدر قانون آخر للسماح للنساء بالحصول على ترخيص قانوني. واصلت برادويل عملها في صحيفة شيكاغو ليغال نيوز بمنصب الناشرة ومديرة الأعمال ورئيسة التحرير. أصبحت عضوًا نشطًا في حركة حق المرأة في الاقتراع وشغلت منصب أمينة سر جمعية حق المرأة في الاقتراع في إلينوي.
على الرغم من تغيير القانون، لم تتخذ برادويل أي إجراءات أخرى للحصول على ترخيصها على الرغم من أنها ساعدت النساء في ولايات أخرى لدراسة القانون وإحداث تغيير قانوني والحصول على تراخيص قانونية في ولاياتهن. أصرت على أن المساواة تُعتبر قضية غير حزبية. في واشنطن العاصمة، ضغطت بيلفا آن لوكوو على الكونغرس لتمرير مشروع قانون لمكافحة التمييز للسماح للنساء بالعمل داخل المحاكم الفيدرالية. تم تمريره أخيرًا ليصبح قانونًا في عام 1879 بعد توقيع الرئيس رذرفورد هايز.
في عام 1879، أصبحت لوكوو أول امرأة يتم قبولها في نقابة المحامين في المحكمة العليا الأمريكية، ثم في عام 1880 كانت أول امرأة تناقش قضية أمام الهيئة. تم رفض قبولها لاحقًا في نقابة المحامين في فرجينيا وأيضًا في عام 1893 رفضت المحكمة العليا للولايات المتحدة إجبار فرجينيا على قبولها مستشهدةً بقرارها في قضية برادويل. في هذه الأثناء، في عام 1890، كرمتها المحكمة العليا في إلينوي بمبادرة منها بالموافقة على طلب برادويل الأصلي. في 28 مارس عام 1892، حصلت برادويل على رخصتها لممارسة القانون أمام المحكمة العليا للولايات المتحدة. اعترفت المحكمة العليا في إلينوي والمحكمة العليا الأمريكية بتصحيح الحكم السابق لبرادويل بحيث كان عام قبولها رسميًا هو 1869، وإن كان رمزيًا.